# Poetic Justice
Poetic Justice es una película estadounidense de 1993 dirigida por John Singleton y protagonizada por Janet Jackson y Tupac Shakur.

## Sinopsis
Después de presenciar el asesinato de su primer y único novio, Justice (Janet Jackson) decide olvidarse de la universidad y trabajar en una peluquería en South Central, Los Ángeles. La única manera en que ella enfrenta la depresión es mediante la composición de bella poesía. En su camino a una convención en Oakland, se ve obligada a viajar con un trabajador de correos de mentalidad independiente (Tupac Shakur) con quien no se lleva bien. Después de varias discusiones entre ellos y sus amigos, empiezan a descubrir que sus pensamientos acerca de la violencia social y nacional son los mismos. Justice finalmente puede sentir que no está tan sola como antes.

## Elenco
- Janet Jackson - Justice
- Tupac Shakur - Lucky
- Regina King - Iesha
- Joe Torry - Chicago
- Tyra Ferrell - Jessie
- Roger Guenveur Smith - Heywood
- Billy Zane - Brad
- Khandi Alexander - Simone
- Maya Angelou - Aunt June
- John Cothran, Jr. - Uncle Earl
- Jenifer Lewis - Anne
- Keanu Reeves - Hombre sin hogar
- Kimberly Brooks - Kim
- Maia Campbell - Shante
- Lori Petty - Penelope
- Norma Donaldson - Tía May
- Dedrick D. Gobert - Lloyd
- Rene Elizondo, Jr. - E.J.
- Tyra Ferrell - Jessie
- Clifton Collins Jr. - Mailroom Supervisor
- Ricky Harris - Gangsta
- Tone Loc - J Bone
- Q-Tip - Markell
- Keith Washington - Dexter
- Yvette Wilson - Colette